# Pagaronia omani
Pagaronia omani är en insektsart som beskrevs av Anufriev 1971. Pagaronia omani ingår i släktet Pagaronia och familjen dvärgstritar. Inga underarter finns listade i Catalogue of Life.